# Хансен, Бринлайф
Бри́нлайф Ха́нсен (фар. Brynleif Hansen; род. 3 ноября 1971 года в Арджире, Фарерские острова) — бывший фарерский футболист, нападающий.

## Биография
Бринлайф начинал свою карьеру в «АБ» из родного Арджира. Он дебютировал за «бордовых» в 1988 году и провёл в их составе 4 сезона в третьем дивизионе, каждый год отличаясь высокой результативностью. В 1992 году нападающий перешёл во вторую команду столичного «ХБ», но не смог в ней закрепиться, сыграв всего 4 матча за сезон. В 1993 году Бринлайф вернулся в третью лигу, став игроком «Фрама», и отыграл в этом клубе 2 сезона. Сезон-1995 форвард провёл в родном «АБ».
В 1996 году он перебрался в тофтирский «Б68». 8 сентября того же года Бринлайф сыграл свой первый матч в чемпионате Фарерских островов: он появился на поле на 85-й минуте встречи с «ВБ» вместо Эссура Хансена. Это была единственная игра форварда за 2 года, проведённых в составе коллектива из Тофтира. Бринлайф не выдержал конкуренции с Акселем Хёйгором и Подлем Дидриксеном, поэтому ограничивался выступлениями за вторую команду в первом дивизионе. В 1998 году он снова стал игроком «АБ» и провёл 2 сезона в третьем фарерском дивизионе.
В сезоне-2000 Бринлайф перешёл в «Б36» и отыграл свою вторую встречу в рамках первенства архипелага: на 75-й минуте игры против рунавуйкского «НСИ» форвард заменил Бьярни Приора. Как и во времена выступлений за «Б68», Бринлайф большую часть контракта провёл во второй команде «чёрно-белых». В 2002 году состоялось последнее возвращение нападающего в «АБ». Он принял участие в 9 матчах второго дивизиона и забил в них 6 голов, а его клуб выиграл турнир и повысился в классе. В сезоне-2003 Бринлайф провёл 7 встреч в первой лиге, после чего завершил свои выступления.
Во время своей футбольной карьеры Бринлайф также пробовал себя как арбитр, отсудив 2 матча в качестве главного судьи и отработав на 4 встречах в роли ассистента.

## Достижения
«АБ Аргир»
- Победитель второго дивизиона: 2002